# Henri Disière
Henri Disière (Dinant, 20 november 1865 - Ukkel, 31 maart 1954) was een Belgisch senator.

## Levensloop
Disière was een zoon van Leopold Disière en Emilie Jobart. Hij bleef vrijgezel.
Hij promoveerde tot doctor in de rechten aan de ULB en was medestichter in 1888 van Le Journal des étudiants de l'Université de Bruxelles. Hij werd advocaat en journalist. 
Hij was gemeenteraadslid (1911-1921) en schepen (1912-1921) van Dinant.
In 1921 werd hij verkozen tot socialistisch volksvertegenwoordiger voor het arrondissement Namen-Dinant en vervulde dit mandaat tot in 1946.